# Camponotus
Camponotus Mayr, 1861 è un genere di formiche appartenente alla sottofamiglia Formicinae.
Il genere camponotus è chiamato anche formica carpentiere o formica del legno;

Curiosità:
In natura si possono spesso osservare aggredire altre formiche.

## Descrizione

Il genere comprende formiche di notevoli dimensioni, che si caratterizzano per:
- clipeo generalmente sviluppato, con l'inserzione delle antenne lontana dal margine anteriore del clipeo;
- torace che forma un arco convesso;
- presenza di un singolo peziolo conico fra il torace e il gastro.
- Sono spesso territoriali, e aggressive
- Sono grandi: Regine 1,4 - 1,8 circa

## Biologia
Sono generalmente dette "formiche carpentiere" per l'abitudine di gran parte delle specie di nidificare all'interno di gallerie scavate nei tronchi d'albero o nel legno morto, ma esistono specie, come p.es. C. sericeus che costruiscono i loro nidi nel terreno, altre come C. mirabilis, che colonizzano le cavità dei fusti dei bambù, o altre come C. senex che costruiscono nidi setosi tra le fronde degli alberi.Quest' ultime sono in grado di scavare vari materiali, come legno, cemento grazie alle loro potenti mandibole

## Distribuzione e habitat
Il genere ha una distribuzione cosmopolita essendo diffuso in tutti i continenti tranne l'Antartide.

## Tassonomia
Comprende oltre 1000 specie, suddivise in vari sottogeneri.
In Italia sono presenti le seguenti specie:
- sottogenere Camponotus
  - Camponotus herculeanus (Linnaeus, 1758)
  - Camponotus ligniperda (Latreille, 1802)
  - Camponotus vagus (Scopoli, 1763)
- sottogenere Tanaemyrmex
  - Camponotus aethiops (Latreille, 1798)
  - Camponotus barbaricus Emery, 1904
  - Camponotus marginatus (Latreille, 1798)
  - Camponotus nylanderi Emery, 1921
  - Camponotus pilicornis (Roger, 1859)
    - Camponotus pilicornis siculus Emery, 1908

  - Camponotus sylvaticus (Olivier, 1791)
  - Camponotus universitatis Forel, 1890
- sottogenere Myrmosericus
  - Camponotus cruentatus (Latreille, 1802)
  - Camponotus micans (Nylander, 1856)
- sottogenere Myrmentoma
  - Camponotus dalmaticus (Nylander, 1848)
  - Camponotus gestroi Emery, 1878
  - Camponotus lateralis (Olivier, 1791)
  - Camponotus piceus (Leach, 1825)
  - Camponotus sichelii Mayr, 1866
    - Camponotus sichelii ruber Karawajew, 1912

  - Camponotus tergestinus Müller, 1922